# Ghost of a Chance
Ghost of a Chance är en låt av det kanadensiska progressiv rock-bandet Rush. Den släpptes som singel och återfinns på albumet Roll the Bones, släppt den 3 september 1991. 
"Ghost of a Chance" spelades 129 gånger live av Rush. Den sista gången de spelade låten var den 24 juli 2008.